# Club Atlético Huracán Corrientes
O Club Atlético Huracán Corrientes é um clube de futebol argentino da cidade de Corrientes, na Província de Corrientes.

## Trajetória
Foi fundado em 1918, em referência ao Huracán, equipe de Buenos Aires que mostrava-se uma das grandes forças do campeonato argentino naquela época amadora do futebol nacional. Curiosamente, a equipe correntina acabou por adotar um uniforme que lembra o do San Lorenzo (camisas com listras verticais rubroazuis, calças brancas e meias azuis), justamente o arquirrival do clube homenageado (o Huracán portenho veste-se tradicionalmente todo de branco).  Apesar disso, adota o mesmo apelido deste: Globo (balão, em castelhano).
O clube ganhou mais força a partir de 1986. Até então chamado Club Atlético Huracán, exatamente como o homônimo da capital federal, naquele ano o time fundiu-se com o Club Atlético Corrientes e ficou com a denominação atual. Na temporada 1995/96, o Huracán Corrientes conquistou a Primera B Nacional (a segunda divisão argentina), chegando pela primeira vez à divisão de elite nacional. No Clausura de 1996, chegou a ficar na frente do próprio Huracán original; no Apertura 1997, ficou apenas um ponto atrás deste. Apesar de não ter ficado entre os três últimos nos dois campeonatos, o novato acabou rebaixado ao fim daquela temporada, na tabela do promedio.[carece de fontes?]
Desde então, a equipe entrou em forte crise, chegando em pouco tempo à quinta divisão da Argentina. Atualmente, o clube disputa a liga correntina, com clubes profissionais e semiprofissionais da província.

## Títulos
- Primera B Nacional: 1995/96
- Liga Correntina: 1923, 1928, 1932, 1933, 1938, 1941, 1946, 1947, 1964, 1966, 1967, 1968, 1970, 1971, 1974, 1975, 2000, 2001, 2003, 2004 e 2010).

## Notáveis jogadores
- Francisco Sá
- Gastón Sessa
- Josemir Lujambio